# Liga dos Campeões de Futebol Feminino da UEFA de 2017–18
A Liga dos Campeões da UEFA de Futebol Feminino de 2017–18 foi a 17ª edição da maior competição de clubes europeus de futebol feminino organizada pela UEFA. Foi a 8ª edição desde que foi renomeada de Taça UEFA de Futebol Feminino para Liga dos Campeões de Futebol Feminino.
A final foi disputada em Kiev, no Estádio Dínamo Lobanovsky.
O Lyon conquistou o troféu ao derrotar o Wolfsburgo por 4–1 após prolongamento.

## Formato
Um total de 61 equipas de 49 associações nacionais irão disputar a Liga dos Campeões da UEFA de Futebol Feminino de 2017–18. 40 equipas terão de disputar uma ronda de qualificação enquanto as restantes estão automaticamente qualificadas para os dezasseis-avos-de-final da competição.
Ronda de Qualificação
No total, 40 equipas disputarão esta fase da competição, distribuídas por dez grupos. Estes grupos serão constituídos pelos vice-campeões das associações 10-12 e pelos campeões das associações 13-49. Cada grupo será disputado por quatro equipas num mini-torneio organizado por uma das equipas.
Estas equipas serão inicialmente colocadas em quatro potes de acordo com o seu coeficiente (que tem como base a performance do clube em competições europeias de 2012–13 a 2016–17 adicionada a 33% do coeficiente nacional adquirido nas mesmas épocas). Cada grupo contará com uma equipa de cada pote. Dez equipas serão pré-determinadas como  anfitriãs e sorteadas por cada grupo de acordo com o seu pote. As restantes equipas são então sorteadas com o mesmo critério. O vencedor de cada grupo e o melhor segundo classificado seguirão em frente para a fase final.
| Critérios de Desempate |
| --- |
| Na Ronda de Qualificação, as equipas são classificadas por pontos (3 pontos por vitória, 1 ponto por empate, 0 pontos por derrota). Se duas ou mais equipas terminarem iguais em pontos após a conclusão de cada grupo, os seguintes critérios serão aplicados para determinar a sua classificação (em ordem decrescente): 1. Maior número de pontos obtidos nos jogos entre as equipas em questão; 2. Diferença de golos superior nos jogos disputados entre as equipas em questão; 3. Maior número de golos marcados nos jogos disputados entre as equipas em questão; 4. Se mais que duas equipas estiverem empatadas e, após os critérios 1-3 terem sido utilizados, apenas duas equipas estiverem empatadas, os critérios anteriores são aplicados ao jogo entre as duas equipas em questão; 5. Diferença de golos superior em todos os jogos disputados no grupo; 6. Maior número de golos marcados em todos os jogos disputados no grupo; 7. Se apenas duas equipas terminarem iguais em pontos e estiverem empatadas de acordo com os critérios 1 ao 6 após se encontrarem na última ronda do grupo, a sua classificação será determinada por marcação de grandes penalidades; 1. Este critério não é usado se mais que duas equipas terminarem iguais em pontos ou se a classificação de ambas as equipas não for relevante para a qualificação de ambas para a próxima ronda; 8. Menor recorde disciplinar baseado na quantidade de cartões amarelos e vermelhos mostrados no grupo em questão (3 pontos por expulsão [vermelho ou duplo amarelo], 1 ponto por cartão amarelo); 9. Ranking no Coeficiente de Clubes da UEFA; Para determinar o melhor segundo classificado, o jogo disputado com o quarto classificado é descartado e os seguintes critérios são aplicados: 1. Pontos 2. Diferença de Golos 3. Golos Marcados 4. Menor Recorde Disciplinar 5. Ranking no Coeficiente de Clubes da UEFA |

Fase Final
No total, 32 equipas disputarão esta fase da competição, que incluí os campeões das associações 1-12, os vice-campeões das associações 1-9 e os 11 clubes apurados da ronda anterior. Nesta fase, as equipas classificadas disputarão o acesso à final em eliminatórias de ida e volta.
- No sorteio dos dezasseis-avos-de-final, as dezasseis equipas com maior coeficiente serão sorteadas com as dezasseis equipas com menor coeficiente, com as primeiras a disputarem a segunda mão da eliminatória em casa.
  - Equipas da mesma associação não poderão enfrentar-se.
- No sorteio dos oitavos-de-final, as oito equipas com maior coeficiente serão sorteadas com as oito equipas com menor coeficiente. Nesta eliminatória, as partidas de ida e volta são determinadas por sorteio.
  - Equipas da mesma associação não poderão enfrentar-se.
- No sorteio dos quartos-de-final e das semifinais, equipas da mesma associação poderão enfrentar-se. Como o sorteio das duas eliminatórias é realizado ao mesmo tempo, a identidade das equipas que se enfrentarão nas semifinais é desconhecida durante o sorteio. Nesta eliminatória, as partidas de ida e volta são determinadas por sorteio.

Final
Um sorteio é realizado para determinar a equipa da "casa" na final, que será disputada num jogo único num local neutro.

## Distribuição de Vagas e Qualificação
Um total de 69 equipas das 49 de 55 associações da UEFA irão disputar a Liga dos Campeões de Futebol Feminino de 2017–18. O número de participantes de cada associação é determinado pelo Ranking de Coeficiente Nacional da UEFA de 2017–18 para o futebol feminino, baseado na performance das equipas nas competições europeias desde 2011–12 até 2015–16.
- Associações 1-12 classificam duas equipas cada.
- Associações 13-49 classificam uma equipa cada.
  - Ao vencedor da Liga dos Campeões da UEFA de Futebol Feminino de 2016–17 é dada uma entrada adicional se não se qualificar para a Liga dos Campeões de 2017–18 através da sua liga nacional.
  - A Federação Kosovar de Futebol e a Federação Georgiana de Futebol classificam o seu campeão para esta edição da Liga dos Campeões apesar destas associações não terem rank.

### Ranking de Coeficiente Nacional para 2017–18
| Pos. | Associação      | Coef.  | Times |
| ---- | --------------- | ------ | ----- |
| 1    | Alemanha        | 89.500 | 2     |
| 2    | França          | 77.500 | 2     |
| 3    | Suécia          | 65.500 | 2     |
| 4    | Inglaterra      | 51.000 | 2     |
| 5    | Espanha         | 41.500 | 2     |
| 6    | Rússia          | 40.500 | 2     |
| 7    | Itália          | 38.500 | 2     |
| 8    | Dinamarca       | 38.500 | 2     |
| 9    | República Checa | 35.000 | 2     |
| 10   | Áustria         | 30.500 | 2     |
| 11   | Escócia         | 30.000 | 2     |
| 12   | Noruega         | 28.500 | 2     |
| 13   | Suíça           | 28.000 | 1     |
| 14   | Países Baixos   | 20.000 | 1     |
| 15   | Cazaquistão     | 19.000 | 1     |
| 16   | Chipre          | 18.000 | 1     |
| 17   | Bélgica         | 17.000 | 1     |

| Pos. | Associação           | Coef.  | Times |
| ---- | -------------------- | ------ | ----- |
| 18   | Polônia              | 16.500 | 1     |
| 19   | Islândia             | 16.500 | 1     |
| 20   | Romênia              | 16.000 | 1     |
| 21   | Sérvia               | 15.000 | 1     |
| 22   | Hungria              | 13.500 | 1     |
| 23   | Finlândia            | 13.000 | 1     |
| 24   | Turquia              | 11.500 | 1     |
| 25   | Irlanda              | 11.000 | 1     |
| 26   | Bósnia e Herzegovina | 11.000 | 1     |
| 27   | Portugal             | 10.500 | 1     |
| 28   | Lituânia             | 10.500 | 1     |
| 29   | Bielorrússia         | 10.000 | 1     |
| 30   | Ucrânia              | 10.000 | 1     |
| 31   | Eslovênia            | 9.000  | 1     |
| 32   | Croácia              | 9.000  | 1     |
| 33   | Grécia               | 8.500  | 1     |

| Pos. | Associação       | Coef. | Times |
| ---- | ---------------- | ----- | ----- |
| 34   | Israel           | 8.000 | 1     |
| 35   | Bulgária         | 6.500 | 1     |
| 36   | Estônia          | 6.000 | 1     |
| 37   | Eslováquia       | 5.500 | 1     |
| 38   | Irlanda do Norte | 3.000 | 1     |
| 39   | Ilhas Faroé      | 3.000 | 1     |
| 40   | Macedônia        | 3.000 | 1     |
| 41   | País de Gales    | 2.000 | 1     |
| 42   | Albânia          | 1.500 | 1     |
| 43   | Letónia          | 1.000 | 1     |
| 44   | Montenegro       | 1.000 | 1     |
| 45   | Malta            | 0.500 | 1     |
| 46   | Moldávia         | 0.000 | 1     |
| 47   | Luxemburgo       | 0.000 | 1     |
| NR   | Kosovo           | 0.000 | 1     |
| NR   | Geórgia          | 0.000 | 1     |

### Distribuição
Legenda
- CH: Campeão Nacional
- RU: Vice-Campeão Nacional
- (H): Anfitrião

| Ronda de Qualificação                                    | Ronda de Qualificação       | Ronda de Qualificação      | Ronda de Qualificação  |
| -------------------------------------------------------- | --------------------------- | -------------------------- | ---------------------- |
| Wolfsburg (CH)                                           | Manchester City (CH)        | Fiorentina (CH)            | St. Pölten (CH)        |
| Bayern Munich (RU)                                       | Chelsea (RU)                | Brescia (RU)               | Glasgow City (CH)      |
| LyonTH (CH)                                              | Atlético Madrid (CH)        | Brøndby (CH)               | Lillestrøm (CH)        |
| Montpellier (RU)                                         | Barcelona (RU)              | Fortuna Hjørring (RU)      |                        |
| Linköping (CH)                                           | Rossiyanka (CH)             | Slavia Praha (CH)          |                        |
| Rosengård (RU)                                           | Zvezda Perm (RU)            | Sparta Praha (RU)          |                        |
| Fase Final                                               |                             |                            |                        |
| Sturm Graz (RU)                                          | Hibernian (RU)              | Avaldsnes (RU)             | Zürich (RU)            |
| Ajax (CH)                                                | BIIK Kazygurt (CH)          | Apollon Limassol (CH) (H)  | Standard Liège (CH)    |
| Medyk Konin (CH)                                         | Stjarnan (CH)               | Olimpia Cluj (CH) (H)      | Spartak Subotica (CH)  |
| Magyar Testgyakorlók Köre Budapest Futball Club (CH) (H) | PK-35 Vantaa (CH)           | Konak Belediyespor (CH)    | Shelbourne (CH)        |
| SFK 2000 (CH) (H)                                        | Sporting CP (CH)            | Gintra Universitetas (CH)  | FC Minsk (CH)          |
| Zhytlobud-2 Kharkiv (CH)                                 | Olimpija Ljubljana (CH) (H) | Osijek (CH) (H)            | P.A.O.K. (CH)          |
| Kiryat Gat (CH)                                          | NSA Sofia (CH)              | Pärnu (CH) (H)             | Partizán Bardejov (CH) |
| Linfield (CH) (H)                                        | KÍ Klaksvík (CH)            | Istatov (CH)               | Swansea City (CH)      |
| Vllaznia (CH)                                            | Rīgas FS (CH)               | Breznica Pljevlja (CH) (H) | Birkirkara (CH)        |
| Noroc Nimoreni (CH)                                      | Bettembourg (CH)            | Hajvalia (CH)              | Martve (CH) (H)        |

## Sorteio e Calendário
Todos os sorteios serão realizados na sede da UEFA em Nyon, Suíça.
| Ronda                   | Sorteio          | 1ª Mão              | 2ª Mão              |
| ----------------------- | ---------------- | ------------------- | ------------------- |
| Ronda de Qualificação   | 23 Junho 2017    | 22–28 Ago 2017      | 22–28 Ago 2017      |
| Dezasseis-avos-de-final | 1 Setembro 2017  | 4–5 Out 2017        | 11–12 Out 2017      |
| Oitavos-de-final        | 16 Outubro 2017  | 8–9 Nov 2017        | 15–16 Nov 2017      |
| Quartos-de-final        | 24 Novembro 2017 | 21–22 Mar 2018      | 28–29 Mar 2018      |
| Semifinais              | 24 Novembro 2017 | 21–22 Abril 2018    | 28–29 Abril 2018    |
| Final                   | 24 Novembro 2017 | 24 Maio 2018 (Kiev) | 24 Maio 2018 (Kiev) |

## Ronda de Qualificação
O sorteio da ronda de qualificação foi realizado a 23 de junho de 2017 na sede da UEFA em Nyon, Suíça, determinando a configuração dos dez grupos desta fase da competição.
Inicialmente, todas as equipas foram colocadas em quatro potes segundo o seu coeficiente. Todos os grupos contêm uma equipa de cada pote. Posteriormente, dez equipas são pré-determinadas como anfitriãs e colocadas no seu respetivo grupo. As restantes equipas são então sorteadas e colocadas no seu respetivo grupo de acordo com o seu pote.
Equipas da Bósnia e Herzegovina ou da Sérvia não poderão ser sorteadas em grupos que contenham uma equipa do Kosovo e vice-versa.
| Team                 | Coeff  |
| -------------------- | ------ |
| FC Zürich            | 43.890 |
| BIIK Kazygurt        | 24.930 |
| Apollon Limassol (H) | 23.940 |
| Spartak Subotica     | 20.615 |
| Olimpia Cluj (H)     | 19.950 |
| Medyk Konin          | 19.600 |
| Standard Liège       | 17.955 |
| SFK 2000 (H)         | 17.290 |
| Gintra Universitetas | 15.960 |
| Stjarnan             | 15.610 |

| Team                                                | Coeff  |
| --------------------------------------------------- | ------ |
| Konak Belediyespor                                  | 14.960 |
| Magyar Testgyakorlók Köre Budapest Futball Club (H) | 14.620 |
| PK-35 Vantaa                                        | 13.630 |
| Sturm Graz                                          | 13.395 |
| Avaldsnes                                           | 12.075 |
| Hibernian                                           | 11.580 |
| FC Minsk                                            | 10.800 |
| P.A.O.K.                                            | 10.305 |
| Osijek (H)                                          | 9.975  |
| Ajax                                                | 8.250  |

| Team                   | Coeff |
| ---------------------- | ----- |
| Pärnu (H)              | 7.315 |
| NSA Sofia              | 6.650 |
| KÍ Klaksvík            | 3.990 |
| Olimpija Ljubljana (H) | 3.630 |
| Sporting CP            | 3.465 |
| Zhytlobud-2 Kharkiv    | 3.135 |
| Shelbourne             | 2.805 |
| Kiryat Gat             | 2.310 |
| Vllaznia               | 1.995 |
| Partizán Bardejov      | 1.485 |

| Team                  | Coeff |
| --------------------- | ----- |
| Hajvalia              | 1.330 |
| Rīgas FS              | 1.330 |
| Breznica Pljevlja (H) | 0.995 |
| Linfield (H)          | 0.990 |
| Swansea City          | 0.660 |
| Istatov               | 0.330 |
| Noroc Nimoreni        | 0.165 |
| Birkirkara            | 0.165 |
| Bettembourg           | 0.000 |
| Martve (H)            | 0.000 |

Cada grupo será disputado por quatro equipas num mini-torneio organizado por uma das equipas. O vencedor de cada grupo e o melhor segundo classificado seguirão em frente para a fase final.
Todas as partidas serão disputadas entre 22 e 28 de Agosto de 2017.
|  | Classificado à Fase Final           |
|  | Possível classificação à Fase Final |

### Grupo 1
| Pos. | Equipe              | Pts | J | V | E | D | GP | GC | SG  |
| ---- | ------------------- | --- | - | - | - | - | -- | -- | --- |
| 1    | Gintra Universiteta | 9   | 3 | 3 | 0 | 0 | 13 | 1  | +12 |
| 2    | Konak Belediyespor  | 6   | 3 | 2 | 0 | 1 | 11 | 4  | +7  |
| 3    | Partizán Bardejov   | 3   | 3 | 1 | 0 | 2 | 4  | 9  | -5  |
| 4    | Martve (H)          | 0   | 3 | 0 | 0 | 3 | 0  | 14 | -14 |

|                     | GIN | KON | PAR | MAR |
| ------------------- | --- | --- | --- | --- |
| Gintra Universiteta |     |     | 4–0 | 6–0 |
| Konak Belediyespor  | 1–3 |     |     | 5–0 |
| Partizán Bardejov   |     | 1–5 |     |     |
| Martve              |     |     | 0–3 |     |

Partidas com início a 22 Ago 2017. Fonte: UEFA
Ver Critérios de Desempate

### Grupo 2
| Pos. | Equipe           | Pts | J | V | E | D | GP | GC | SG  |
| ---- | ---------------- | --- | - | - | - | - | -- | -- | --- |
| 1    | Olimpia Cluj (H) | 7   | 3 | 2 | 1 | 0 | 5  | 1  | +4  |
| 2    | Hibernian        | 5   | 3 | 1 | 2 | 0 | 7  | 2  | +5  |
| 3    | WFC-2 Kharkiv    | 4   | 3 | 1 | 1 | 1 | 10 | 2  | +8  |
| 4    | Swansea City     | 0   | 3 | 0 | 0 | 3 | 0  | 17 | -17 |

|               | OLI | HIB | KHA | SWA |
| ------------- | --- | --- | --- | --- |
| Olimpia Cluj  |     |     | 1–0 | 3–0 |
| Hibernian     | 1–1 |     |     | 5–0 |
| WFC-2 Kharkiv |     | 1–1 |     |     |
| Swansea City  |     |     | 0–9 |     |

Partidas com início a 22 Ago 2017. Fonte: UEFA
Ver Critérios de Desempate

### Grupo 3
| Pos. | Equipe         | Pts | J | V | E | D | GP | GC | SG  |
| ---- | -------------- | --- | - | - | - | - | -- | -- | --- |
| 1    | Ajax           | 9   | 3 | 3 | 0 | 0 | 11 | 1  | +10 |
| 2    | Standard Liège | 6   | 3 | 2 | 0 | 1 | 10 | 3  | +7  |
| 3    | Pärnu (H)      | 3   | 3 | 1 | 0 | 2 | 3  | 4  | -1  |
| 4    | Rīgas FS       | 0   | 3 | 0 | 0 | 3 | 0  | 16 | -16 |

|                | LIÈ | AJA | PAR | RIG |
| -------------- | --- | --- | --- | --- |
| Standard Liège |     |     | 2–0 | 8–0 |
| Ajax           | 3–0 |     |     | 6–0 |
| Pärnu          |     | 1–2 |     |     |
| Rīgas FS       |     |     | 0–2 |     |

Partidas com início a 22 Ago 2017. Fonte: UEFA
Ver Critérios de Desempate

### Grupo 4
| Pos. | Equipe       | Pts | J | V | E | D | GP | GC | SG |
| ---- | ------------ | --- | - | - | - | - | -- | -- | -- |
| 1    | Medyk Konin  | 7   | 3 | 0 | 1 | 0 | 0  | 0  | 0  |
| 2    | Shelbourne   | 5   | 3 | 0 | 1 | 0 | 0  | 0  | 0  |
| 3    | PK-35 Vantaa | 4   | 3 | 1 | 0 | 0 | 1  | 0  | +1 |
| 4    | Linfield (H) | 0   | 3 | 0 | 0 | 1 | 0  | 1  | -1 |

|              | MED | VAN | SHE | LIN |
| ------------ | --- | --- | --- | --- |
| Medyk Konin  |     |     | 0–0 | 4–1 |
| PK-35 Vantaa | 1–2 |     |     | 1–0 |
| Shelbourne   |     | 0–0 |     |     |
| Linfield     |     |     | 1–3 |     |

Partidas com início a 22 Ago 2017. Fonte: UEFA
Ver Critérios de Desempate

### Grupo 5
| Pos. | Equipe         | Pts | J | V | E | D | GP | GC | SG  |
| ---- | -------------- | --- | - | - | - | - | -- | -- | --- |
| 1    | Apollon (H)    | 9   | 3 | 3 | 0 | 0 | 14 | 1  | +13 |
| 2    | Sturm Graz     | 6   | 3 | 2 | 0 | 1 | 8  | 5  | +3  |
| 3    | NSA Sofia      | 3   | 3 | 1 | 0 | 2 | 2  | 7  | -5  |
| 4    | Noroc Nimoreni | 0   | 3 | 0 | 0 | 3 | 0  | 11 | -11 |

|                | APO | STU | SOF | NOR |
| -------------- | --- | --- | --- | --- |
| Apollon        |     |     | 4–0 | 6–0 |
| Strum Graz     | 1–4 |     |     | 4–0 |
| NSA Sofia      |     | 1–3 |     |     |
| Noroc Nimoreni |     |     | 0–1 |     |

Partidas com início a 22 Ago 2017. Fonte: UEFA
Ver Critérios de Desempate

### Grupo 6
| Pos. | Equipe                 | Pts | J | V | E | D | GP | GC | SG  |
| ---- | ---------------------- | --- | - | - | - | - | -- | -- | --- |
| 1    | Minsk                  | 7   | 3 | 2 | 1 | 0 | 13 | 0  | +13 |
| 2    | FC Zürich              | 7   | 3 | 2 | 1 | 0 | 7  | 1  | +6  |
| 3    | Olimpija Ljubljana (H) | 3   | 3 | 1 | 0 | 2 | 2  | 7  | -5  |
| 4    | Birkirkara             | 0   | 3 | 0 | 0 | 3 | 0  | 14 | -14 |

|                    | ZUR | MSK | LJU | BIR |
| ------------------ | --- | --- | --- | --- |
| FC Zürich          |     |     | 2–1 | 5–0 |
| Minsk              | 0–0 |     |     | 8–0 |
| Olimpija Ljubljana |     | 0–5 |     |     |
| Birkirkara         |     |     | 0–1 |     |

Partidas com início a 22 Ago 2017. Fonte: UEFA
Ver Critérios de Desempate

### Grupo 7
| Pos. | Equipe      | Pts | J | V | E | D | GP | GC | SG |
| ---- | ----------- | --- | - | - | - | - | -- | -- | -- |
| 1    | Stjarnan    | 9   | 3 | 1 | 0 | 0 | 9  | 0  | +9 |
| 2    | Osijek (H)  | 6   | 3 | 1 | 0 | 0 | 7  | 0  | +7 |
| 3    | KÍ Klaksvík | 3   | 3 | 0 | 0 | 1 | 0  | 9  | -9 |
| 4    | SC Istatov  | 0   | 3 | 0 | 0 | 1 | 0  | 7  | -7 |

|             | STJ | OSI | KI  | IST  |
| ----------- | --- | --- | --- | ---- |
| Stjarnan    |     |     | 9–0 | 11–0 |
| Osijek      | 0–1 |     |     | 7–0  |
| KÍ Klaksvík |     | 0–4 |     |      |
| SC Istatov  |     |     | 1–6 |      |

Partidas com início a 22 Ago 2017. Fonte: UEFA
Ver Critérios de Desempate

### Grupo 8
| Pos. | Equipe                                              | Pts | J | V | E | D | GP | GC | SG |
| ---- | --------------------------------------------------- | --- | - | - | - | - | -- | -- | -- |
| 1    | BIIK-Kazygurt                                       | 9   | 3 | 3 | 0 | 0 | 6  | 1  | +5 |
| 2    | Sporting CP                                         | 6   | 3 | 2 | 0 | 1 | 7  | 3  | +4 |
| 3    | Magyar Testgyakorlók Köre Budapest Futball Club (H) | 3   | 3 | 1 | 0 | 2 | 2  | 5  | -3 |
| 4    | Hajvalia                                            | 0   | 3 | 0 | 0 | 3 | 1  | 7  | -6 |

|                                                 | KAZ | HUN | SPO | HAJ |
| ----------------------------------------------- | --- | --- | --- | --- |
| BIIK-Kazygurt                                   |     |     | 2–1 | 1–0 |
| Magyar Testgyakorlók Köre Budapest Futball Club | 0–3 |     |     | 2–0 |
| Sporting CP                                     |     | 2–0 |     |     |
| Hajvalia                                        |     |     | 1–4 |     |

Partidas com início a 22 Ago 2017. Fonte: UEFA
Ver Critérios de Desempate

### Grupo 9
| Pos. | Equipe       | Pts | J | V | E | D | GP | GC | SG  |
| ---- | ------------ | --- | - | - | - | - | -- | -- | --- |
| 1    | Avaldsnes    | 9   | 3 | 3 | 0 | 0 | 10 | 3  | +7  |
| 2    | ŽFK Spartak  | 6   | 3 | 2 | 0 | 1 | 13 | 3  | +10 |
| 3    | Breznica (H) | 1   | 3 | 0 | 1 | 2 | 3  | 10 | -7  |
| 4    | Kiryat Gat   | 1   | 3 | 0 | 1 | 2 | 5  | 15 | -10 |

|             | SPA | AVA | KYR | BRZ |
| ----------- | --- | --- | --- | --- |
| ŽFK Spartak |     |     | 7–1 | 6–0 |
| Avaldsnes   | 2–0 |     |     | 2–1 |
| Kyriat Gat  |     | 2–6 |     |     |
| Breznica    |     |     | 2–2 |     |

Partidas com início a 22 Ago 2017. Fonte: UEFA
Ver Critérios de Desempate

### Grupo 10
| Pos. | Equipe                | Pts | J | V | E | D | GP | GC | SG  |
| ---- | --------------------- | --- | - | - | - | - | -- | -- | --- |
| 1    | PAOK                  | 9   | 3 | 3 | 0 | 0 | 12 | 0  | +12 |
| 2    | KS Vllaznia           | 6   | 3 | 2 | 0 | 1 | 3  | 1  | +2  |
| 3    | SFK 2000 Sarajevo (H) | 3   | 3 | 1 | 0 | 2 | 3  | 4  | -1  |
| 4    | Bettembourg           | 0   | 3 | 0 | 0 | 3 | 0  | 13 | -13 |

|                   | SAR | PAO | VLL | BET |
| ----------------- | --- | --- | --- | --- |
| SFK 2000 Sarajevo |     |     | 0–1 | 3–0 |
| P.A.O.K.          | 0–1 |     |     | 8–0 |
| NSA Sofia         |     | 0–1 |     |     |
| Bettembourg       |     |     | 0–2 |     |

Partidas com início a 22 Ago 2017. Fonte: UEFA
Ver Critérios de Desempate

## Fase final

### Confrontos
| 16 avos-de-final 5 a 13 de outubro | 16 avos-de-final 5 a 13 de outubro | 16 avos-de-final 5 a 13 de outubro | 16 avos-de-final 5 a 13 de outubro |  |                  | Oitavas-de-final 9 a 17 de novembro | Oitavas-de-final 9 a 17 de novembro | Oitavas-de-final 9 a 17 de novembro | Oitavas-de-final 9 a 17 de novembro |  |  | Quartas-de-final 22 a 30 de março | Quartas-de-final 22 a 30 de março | Quartas-de-final 22 a 30 de março | Quartas-de-final 22 a 30 de março |  |  | Semifinais 22 a 30 de abril | Semifinais 22 a 30 de abril | Semifinais 22 a 30 de abril | Semifinais 22 a 30 de abril |  |  | Final 24 de maio | Final 24 de maio |
|                                    |                                    |                                    |                                    |  |                  |                                     |                                     |                                     |                                     |  |  |                                   |                                   |                                   |                                   |  |  |                             |                             |                             |                             |  |  |                  |                  |
| Ajax                               | 1                                  | 0                                  | 1                                  |  |                  |                                     |                                     |                                     |                                     |  |  |                                   |                                   |                                   |                                   |  |  |                             |                             |                             |                             |  |  |                  |                  |
| Brescia                            | 0                                  | 2                                  | 2                                  |  |                  | Brescia                             | 2                                   | 3                                   | 5                                   |  |  |                                   |                                   |                                   |                                   |  |  |                             |                             |                             |                             |  |  |                  |                  |
| Zvezda Perm                        | 1                                  | 0                                  | 1                                  |  | Montpellier      | 0                                   | 6                                   | 6                                   |                                     |  |  |                                   |                                   |                                   |                                   |  |  |                             |                             |                             |                             |  |  |                  |                  |
| Montpellier                        | 0                                  | 2                                  | 2                                  |  |                  |                                     |                                     |                                     |                                     |  |  | Montpellier                       | 0                                 | 2                                 | 2                                 |  |  |                             |                             |                             |                             |  |  |                  |                  |
| Chelsea                            | 0                                  | 1                                  | 1                                  |  |                  |                                     |                                     |                                     |                                     |  |  | Chelsea                           | 1                                 | 3                                 | 4                                 |  |  |                             |                             |                             |                             |  |  |                  |                  |
| Bayern de Munique                  | 3                                  | 2                                  | 5                                  |  |                  | Chelsea                             | 3                                   | 1                                   | 4                                   |  |  |                                   |                                   |                                   |                                   |  |  |                             |                             |                             |                             |  |  |                  |                  |
| Rosengård                          | 2                                  | 3                                  | 5                                  |  | Rosengård        | 0                                   | 0                                   | 0                                   |                                     |  |  |                                   |                                   |                                   |                                   |  |  |                             |                             |                             |                             |  |  |                  |                  |
| Olimpia Cluj                       | 0                                  | 1                                  | 1                                  |  |                  |                                     |                                     |                                     |                                     |  |  |                                   |                                   |                                   |                                   |  |  | Chelsea                     | 1                           | 0                           | 1                           |  |  |                  |                  |
| Fiorentina                         | 0                                  | 1                                  | 1                                  |  |                  |                                     |                                     |                                     |                                     |  |  |                                   |                                   |                                   |                                   |  |  | Wolfsburg                   | 3                           | 2                           | 5                           |  |  |                  |                  |
| Fortuna Hjørring                   | 6                                  | 4                                  | 10                                 |  |                  | Fiorentina                          | 0                                   | 3                                   | 3                                   |  |  |                                   |                                   |                                   |                                   |  |  |                             |                             |                             |                             |  |  |                  |                  |
| Atlético de Madrid                 | 0                                  | 1                                  | 1                                  |  | Wolfsburg        | 4                                   | 3                                   | 7                                   |                                     |  |  |                                   |                                   |                                   |                                   |  |  |                             |                             |                             |                             |  |  |                  |                  |
| Wolfsburg                          | 0                                  | 2                                  | 2                                  |  |                  |                                     |                                     |                                     |                                     |  |  | Wolfsburg                         | 5                                 | 1                                 | 6                                 |  |  |                             |                             |                             |                             |  |  |                  |                  |
| Stjarnan                           | 3                                  | 1                                  | 4                                  |  |                  |                                     |                                     |                                     |                                     |  |  | Slavia Praha                      | 0                                 | 1                                 | 1                                 |  |  |                             |                             |                             |                             |  |  |                  |                  |
| Rossiyanka                         | 1                                  | 1                                  | 2                                  |  |                  | Stjarnan                            | 0                                   | 1                                   | 1                                   |  |  |                                   |                                   |                                   |                                   |  |  |                             |                             |                             |                             |  |  |                  |                  |
| Lillestrøm SK                      | 3                                  | 1                                  | 4                                  |  | Slavia Praha     | 3                                   | 4                                   | 7                                   |                                     |  |  |                                   |                                   |                                   |                                   |  |  |                             |                             |                             |                             |  |  |                  |                  |
| Paris Saint-Germain                | 1                                  | 4                                  | 5                                  |  |                  |                                     |                                     |                                     |                                     |  |  |                                   |                                   |                                   |                                   |  |  |                             |                             |                             |                             |  |  | Wolfsburg        | 1                |
| Medyk Konin                        | 4                                  | 2                                  | 6                                  |  |                  |                                     |                                     |                                     |                                     |  |  |                                   |                                   |                                   |                                   |  |  |                             |                             |                             |                             |  |  | Lyon             | 4                |
| Brescia                            | 3                                  | 3                                  | 6                                  |  |                  | Brescia                             | 0                                   | 1                                   | 1                                   |  |  |                                   |                                   |                                   |                                   |  |  |                             |                             |                             |                             |  |  |                  |                  |
| Athletic Club                      | 2                                  | 1                                  | 3                                  |  | Fortuna Hjørring | 1                                   | 3                                   | 4                                   |                                     |  |  |                                   |                                   |                                   |                                   |  |  |                             |                             |                             |                             |  |  |                  |                  |
| Fortuna Hjørring                   | 1                                  | 3                                  | 4                                  |  |                  |                                     |                                     |                                     |                                     |  |  | Manchester City                   | 2                                 | 5                                 | 7                                 |  |  |                             |                             |                             |                             |  |  |                  |                  |
| Manchester City                    | 2                                  | 4                                  | 6                                  |  |                  |                                     |                                     |                                     |                                     |  |  | Linköping                         | 0                                 | 3                                 | 3                                 |  |  |                             |                             |                             |                             |  |  |                  |                  |
| Zvezda Perm                        | 0                                  | 0                                  | 0                                  |  |                  | Manchester City                     | 1                                   | 1                                   | 2                                   |  |  |                                   |                                   |                                   |                                   |  |  |                             |                             |                             |                             |  |  |                  |                  |
| St. Pölten-Spratzern               | 0                                  | 2                                  | 2                                  |  | Brøndby          | 0                                   | 1                                   | 1                                   |                                     |  |  |                                   |                                   |                                   |                                   |  |  |                             |                             |                             |                             |  |  |                  |                  |
| Brøndby                            | 2                                  | 2                                  | 4                                  |  |                  |                                     |                                     |                                     |                                     |  |  |                                   |                                   |                                   |                                   |  |  | Manchester City             | 0                           | 0                           | 0                           |  |  |                  |                  |
| Eskilstuna United                  | 1                                  | 2                                  | 3                                  |  |                  |                                     |                                     |                                     |                                     |  |  |                                   |                                   |                                   |                                   |  |  | Lyon                        | 0                           | 1                           | 1                           |  |  |                  |                  |
| Glasgow City                       | 0                                  | 1                                  | 1                                  |  |                  | BIIK Kazygurt                       | 0                                   | 0                                   | 0                                   |  |  |                                   |                                   |                                   |                                   |  |  |                             |                             |                             |                             |  |  |                  |                  |
| Chelsea                            | 0                                  | 1                                  | 1                                  |  | Lyon             | 7                                   | 9                                   | 16                                  |                                     |  |  |                                   |                                   |                                   |                                   |  |  |                             |                             |                             |                             |  |  |                  |                  |
| Wolfsburg                          | 3                                  | 1                                  | 4                                  |  |                  |                                     |                                     |                                     |                                     |  |  | Lyon                              | 2                                 | 1                                 | 3                                 |  |  |                             |                             |                             |                             |  |  |                  |                  |
| Avaldsnes IL                       | 2                                  | 0                                  | 2                                  |  |                  |                                     |                                     |                                     |                                     |  |  | Barcelona                         | 1                                 | 0                                 | 1                                 |  |  |                             |                             |                             |                             |  |  |                  |                  |
| Lyon                               | 5                                  | 5                                  | 10                                 |  |                  | Gintra Universitetas                | 0                                   | 3                                   | 3                                   |  |  |                                   |                                   |                                   |                                   |  |  |                             |                             |                             |                             |  |  |                  |                  |
| SK Sturm Graz                      | 0                                  | 0                                  | 0                                  |  | Barcelona        | 0                                   | 6                                   | 6                                   |                                     |  |  |                                   |                                   |                                   |                                   |  |  |                             |                             |                             |                             |  |  |                  |                  |
| FC Zürich                          | 6                                  | 3                                  | 9                                  |  |                  |                                     |                                     |                                     |                                     |  |  |                                   |                                   |                                   |                                   |  |  |                             |                             |                             |                             |  |  |                  |                  |

Nota: O esquema usado acima é usado somente para uma visualização melhor dos confrontos. Todos os confrontos desta fase são sorteados e não seguem a ordem mostrada.

### Final
| 24 de maio de 2018 | Wolfsburg  | 1 – 4 (pro) | Lyon                                                      | Valeriy Lobanovskyi Dynamo Stadium, Kiev   |
| 19:00              | Harder 93' | Relatório   | - Henry 98' · Le Sommer 99' · Hegerberg 103' · Abily 116' | Público: 14 237 Árbitro: CZE Jana Adámková |

## Premiação
| Liga dos Campeões da UEFA Feminino de 2017–18 |
| França                                        |
| --------------------------------------------- |
| Lyon Campeão 5º título                        |